# Парадайз-Парк (Каліфорнія)
Парадайз-Парк (англ. Paradise Park) — переписна місцевість (CDP) в США, в окрузі Санта-Крус штату Каліфорнія. Населення — 367 осіб (2020).

## Географія
Парадайз-Парк розташований за координатами 37°0′23″ пн. ш. 122°2′33″ зх. д. / 37.00639° пн. ш. 122.04250° зх. д. (37.006286, -122.042404).  За даними Бюро перепису населення США в 2010 році переписна місцевість мала площу 0,72 км², уся площа — суходіл.

## Демографія
Згідно з переписом 2010 року, у переписній місцевості мешкало 389 осіб у 203 домогосподарствах у складі 117 родин. Густота населення становила 539 осіб/км².  Було 397 помешкань (550/км²).
Расовий склад населення:
| - 95,4 % — білих - 0,8 % — корінних американців - 0,8 % — азіатів - 0,5 % — чорних або афроамериканців - 1,0 % — осіб інших рас |

До двох чи більше рас належало 1,5 %. Частка іспаномовних становила 3,9 % від усіх жителів.
За віковим діапазоном населення розподілялося таким чином: 9,3 % — особи молодші 18 років, 57,8 % — особи у віці 18—64 років, 32,9 % — особи у віці 65 років та старші. Медіана віку мешканця становила 57,1 року. На 100 осіб жіночої статі у переписній місцевості припадало 90,7 чоловіків;  на 100 жінок у віці від 18 років та старших — 87,8 чоловіків також старших 18 років.
Середній дохід на одне домашнє господарство  становив 80 694 долари США (медіана — 64 500), а середній дохід на одну сім'ю — 82 862 долари (медіана — 61 591). 
Цивільне працевлаштоване населення становило 201 осіб. Основні галузі зайнятості: освіта, охорона здоров'я та соціальна допомога — 44,3 %, роздрібна торгівля — 20,4 %, виробництво — 12,4 %, науковці, спеціалісти, менеджери — 10,0 %.